# Проспект Динамо

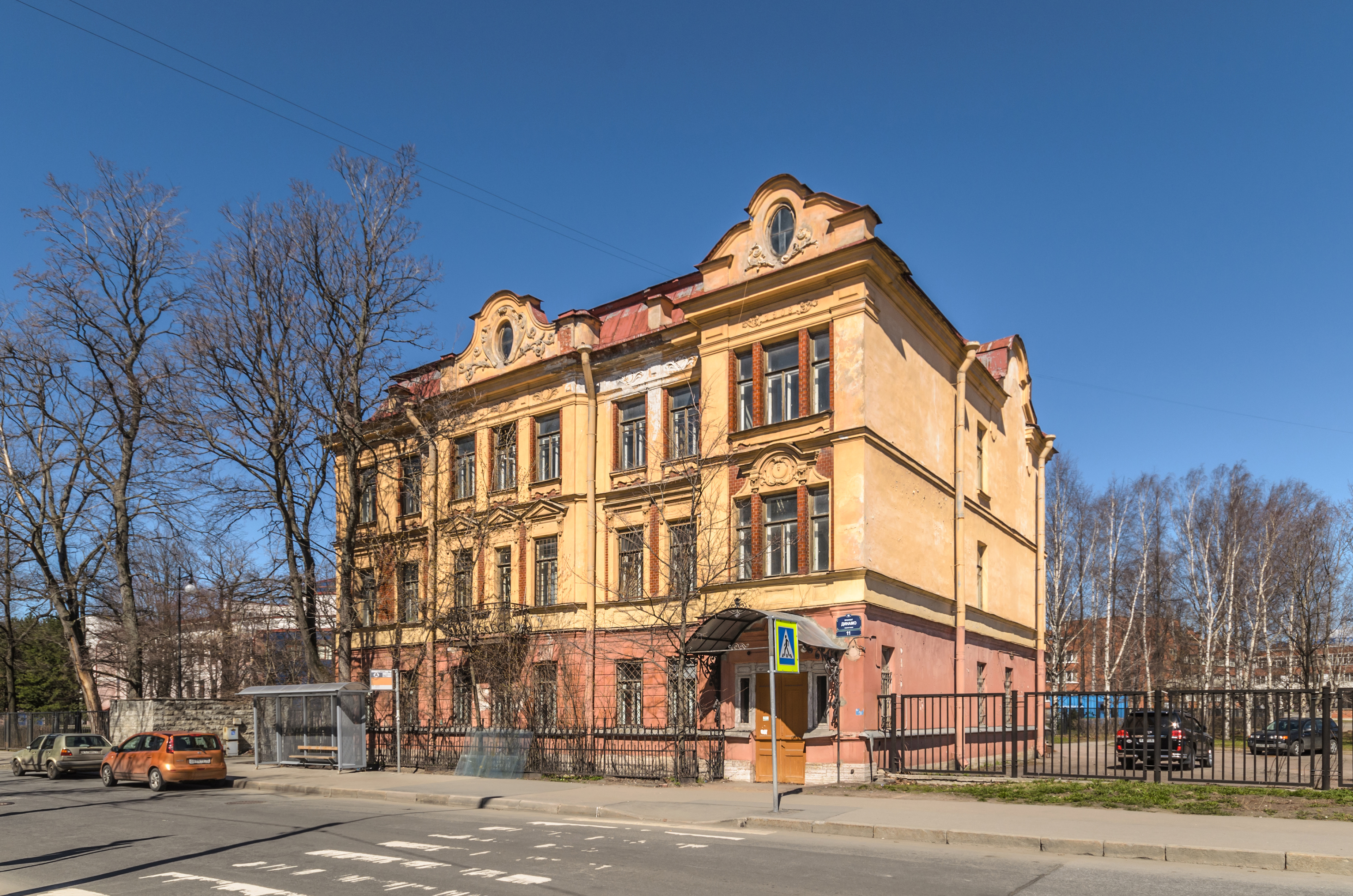
Особняк В. Л. Каплуна

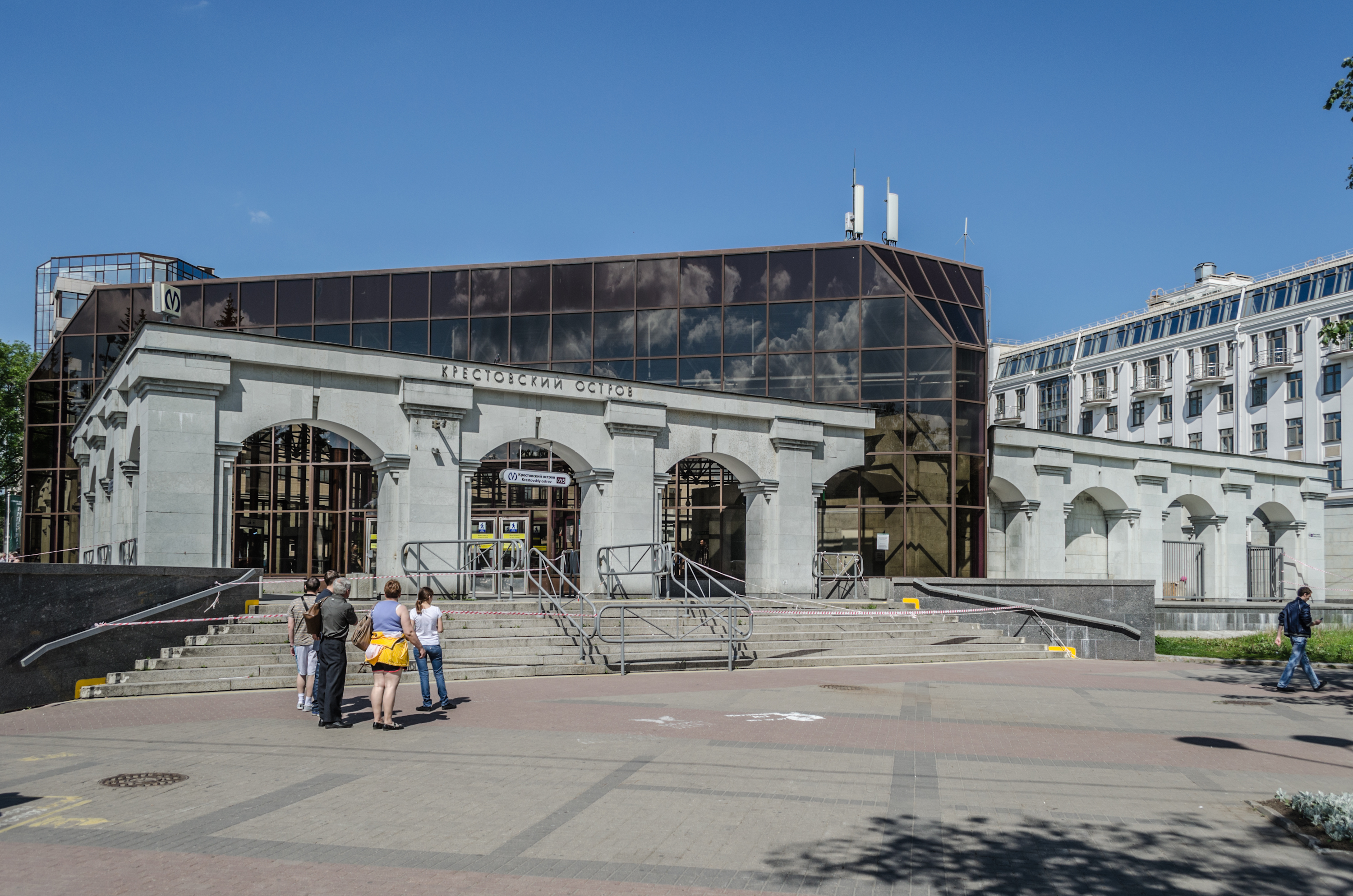
Павильон станции метро «Крестовский остров»

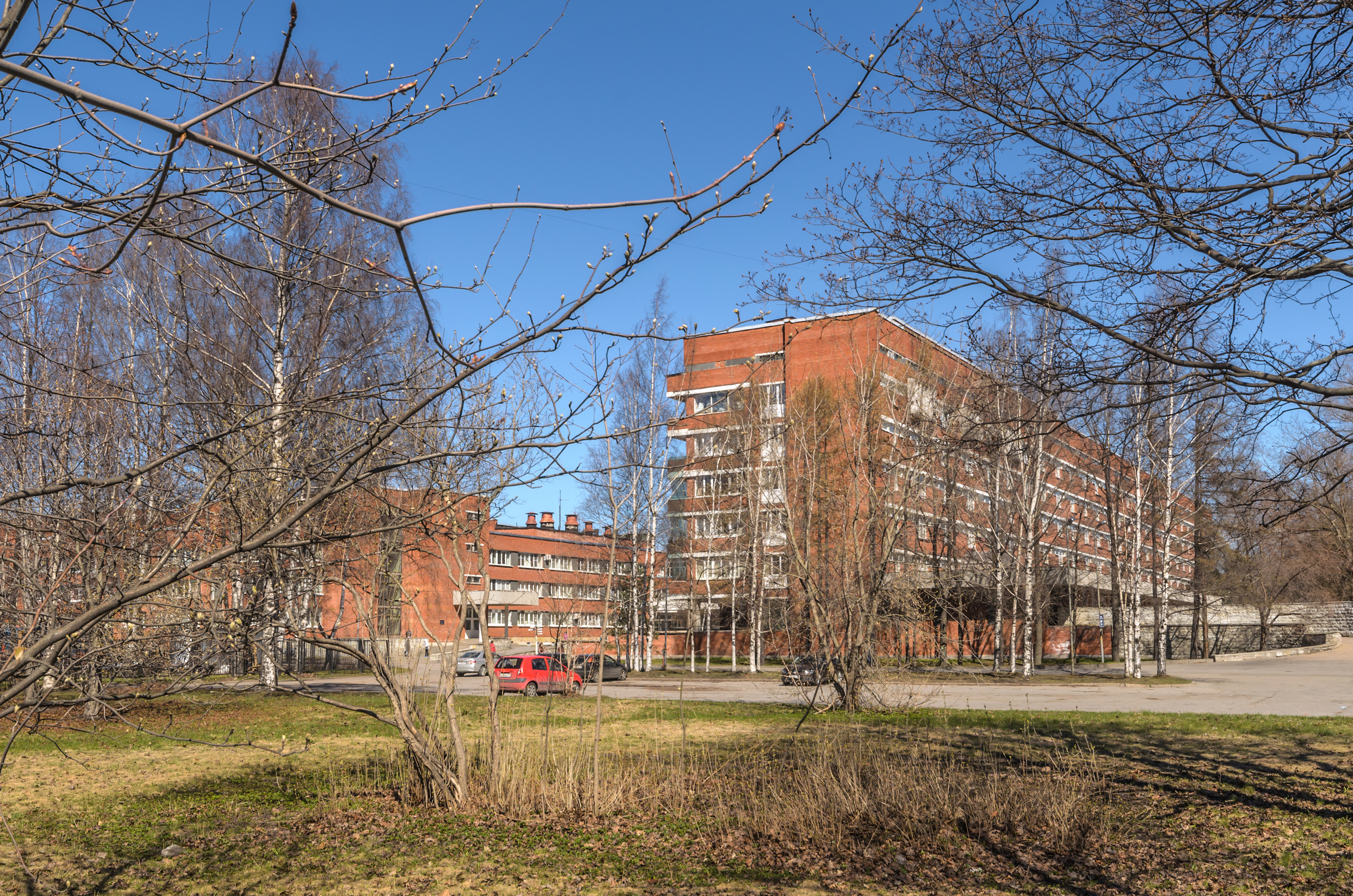
Городская клиническая больница № 31

Проспект Дина́мо — проспект в Петроградском районе Санкт-Петербурга. Проходит по Каменному и Крестовскому островам от набережной реки Крестовки в створе Мало-Крестовского моста до Спортивной улицы.

## История
Впервые проспект упоминается на городской карте в 1877 году как Александровский. Название происходит от имени князя Александра Михайловича Белосельского-Белозерского, ставшего в начале XIX века владельцем Крестовского острова.
Семья Белосельских-Белозерских больше ста лет владела этим островом, и это отразилось в топонимике острова. Название Александровского проспекта появилось значительно раньше других именных названий на острове: Константиновского проспекта, Еленинской, Ольгиной и Эсперовой улиц.
16 апреля 1887 года проспект стал Архангельской улицей, согласно указу, подписанному Александром III. Этим указом ещё нескольким улицам Петербургской стороны присваивались названия городов Архангельской губернии. На Крестовском острове, также, переименованы Надеждинская улица (ныне Депутатская) в Холмогорскую, и ещё одна Александровская в Кемскую.
В 1916 года улица почти на 25 лет снова стала Александровским проспектом, так как это название больше прижилось в быту.
Первоначально проспект доходил до реки Чухонки. В 1909 году его сократили до не существующей нынче Катавской улицы.
В 1925 году построен Стадион «Динамо». При этом проспект сократился до Андреевской улицы (нынешней Спортивной), и исчезли Катавская улица и ещё несколько улиц Крестовского острова.
22 декабря 1939 года проспект стал именоваться проспектом Динамо по названию спортивного общества «Динамо».

## Магистрали
Проспект Динамо граничит или пересекается со следующими магистралями:
| 1. набережная реки Крестовки 2. Морской проспект | 1. Вязовая улица 2. Петроградская улица | 1. Юризанская улица 2. Спортивная улица |

## Примечательные здания и объекты

### Инфраструктура
Рядом с проспектом Динамо находятся:
- Спортивный комплекс «Динамо»
- ФГБУ «КДЦ» с поликлиникой
- Городская клиническая больница № 31 (бывшая Богадельни в память князя Эспера Александровича и матери его княгини Анны Григорьевны Белосельских-Белозерских)  7831353000
- Река Малая Невка
- Река Крестовка[4]

### Здания
- № 2, литеры А, Б — особняк А. И. Путилова (В. А. Путиловой), 1908, арх-р Михаил Сонгайло[5].  7802469000
- № 3 — особняки А. И. и Н. И. Клейнов («Брат и сестра»), построены в 1910-х, предположительно по проекту Александра Клейна.  7831360000. В доме расположен Клинический центр передовых медицинских технологий, а также Санкт-Петербургский институт биорегуляции и геронтологии.
- № 11 — особняк В. Л. Каплуна, начало XX в.  7831352000 Здание принадлежит Клиническому центру передовых медицинских технологий.
- № 4 — клубный дом Stella Maris
- № 6 — клубный дом Brilliant House
- № 14 — дополнительное здание Гимназии № 56.
- № 18 — дом Ю. Д. Лужецкого и Н. С. Рудинского, 1910—1912 гг.[6]  7831354000
- № 22 — ЖК «Динамо пр., д. 22»
- № 23 — ЖК «Динамо пр., д. 23» (коттеджный комплекс из 50 таунхаусов)
- № 24 — особняк П. М. Стенбока, 1913—1914 гг., инж-ры В. П. Апышков, В. Ф. Баумгартен.  7831355000

## Транспорт
Метро:
-  «Крестовский остров»

Автобусы:
- Остановка «Петроградская улица»: № 10, 25
- Остановка «Проспект Динамо» (Спортивная улица): № 220